# Camarena
Camarena è un comune spagnolo di 3 776 abitanti situato nella comunità autonoma di Castiglia-La Mancia.